# روبي بوكانان
روبي بوكانان (بالإنجليزية: Robbie Buchanan)‏ (23 فبراير 1996 في المملكة المتحدة - ) هو لاعب كرة قدم بريطاني في مركز الهجوم. لعب مع هارت أوف ميدلوثيان ونادي كاودينبيث لكرة القدم.

## وصلات خارجية
- روبي بوكانان على موقع قاعدة بيانات كرة القدم.إي يو (الإنجليزية)
- روبي بوكانان على موقع Soccerbase.com (لاعب) (الإنجليزية)
- روبي بوكانان على موقع Soccerway.com (الإنجليزية)
- روبي بوكانان على موقع عالم كرة القدم.نت (الإنجليزية)